# My Kink Is Karma
«My Kink Is Karma» — песня американской певицы Чаппелл Рон. Она была выпущена 6 мая 2022 года в качестве второго сингла дебютного студийного альбома The Rise and Fall of a Midwest Princess (2023) на Amusement Records и Island Records. Это синти-поп и инди-поп баллада, в которой Рон рассказывает о своем восторге по поводу несчастья её бывшего партнера после разрыва. Продюсером песни выступил Дэн Нигро.
В Соединённых Штатах «Casual» стала одной из семи песен одновременно вошедших в чарт Billboard Hot 100 песен Рон, наряду с «Good Luck, Babe!», «Hot to Go!», «Red Wine Supernova», «Pink Pony Club», «Femininomenon» и «Casual» в августе 2024 года.

## Предыстория
В интервью Into Чаппелл Рон рассказал об истоках создания песни: «Я пережил несколько ужасных расставаний. Я просто сидела на сессии и думала: „Ах, как приятно, что у моего бывшего все ужасно!“. Это безумно токсично. Песня токсична! Я прекрасно понимаю, что это нездорово. Но именно так я себя чувствовала в тот день».

## Композиция
«My Kink Is Karma» — это инди-поп и синти-поп пауэр-баллада с синти-продакшеном, в которой Рон наслаждается несчастьями своего бывшего партнёра, например, наблюдая, как он «разрушает твою жизнь», «сходит с ума», «красит твои волосы» и «разбивает твою машину». Она также утверждает: «Люди говорят, что я ревнива, но мой кинк — это карма», используя термин «кинк» для описания своего крайнего желания кармической справедливости, направленной на её бывшего.

## Отзывы
Песня получила в основном положительные отклики. Редактор AllMusic Нил З. Юнг назвал песню «сардонической, насыщенной синтезаторами». Аннабель Холман из The Fulcrum включила «My Kink Is Karma» в список лучших песен с альбома The Rise and Fall of a Midwest Princess, отметив её злобность. Сид Бриско, написавший для David Reviews, высоко оценил «My Kink Is Karma», назвав её «плавной песней», а также похвалил клип за его «ликующую визуальную составляющую».

## Музыкальное видео
В клипе Чаппелл Рон надела чрезмерный клоунский грим и изобразила персонажа по имени «Карма» с белым лицом в форме сердца, ярко-синими тенями для век и дьявольскими рожками. По словам Рон, она сняла видео со своими друзьями из летнего лагеря. Она заявила: «Я не хотела, чтобы это было похоже на косметический снимок. Я хотела, чтобы это выглядело немного пугающе. И я знала, что не хочу, чтобы клип был полностью основан на сексе, который — песня называется „My Kink Is Karma“. Мы могли бы пойти по очень простому пути и стать суперсексуальными». Её макияж вдохновлялся клоунами, самым большим из которых был персонаж Хим из американского мультсериала «Суперкрошки».

## Чарты
| Чарт (2024)                         | Высшая позиция |
| ----------------------------------- | -------------- |
| Канада (Billboard Canadian Hot 100) | 98             |
| США (Billboard Hot 100)             | 81             |

## Сертификации
| Регион                                                                      | Сертификация | Продажи |
| --------------------------------------------------------------------------- | ------------ | ------- |
| Австралия (ARIA)                                                            | Золотой      | 35 000  |
| Канада (Music Canada)                                                       | Золотой      | 40 000  |
| Великобритания (BPI)                                                        | Серебряный   | 200 000 |
| Данные о продажах + прослушиваниях приведены только на основе сертификации. |              |         |